# Herrin

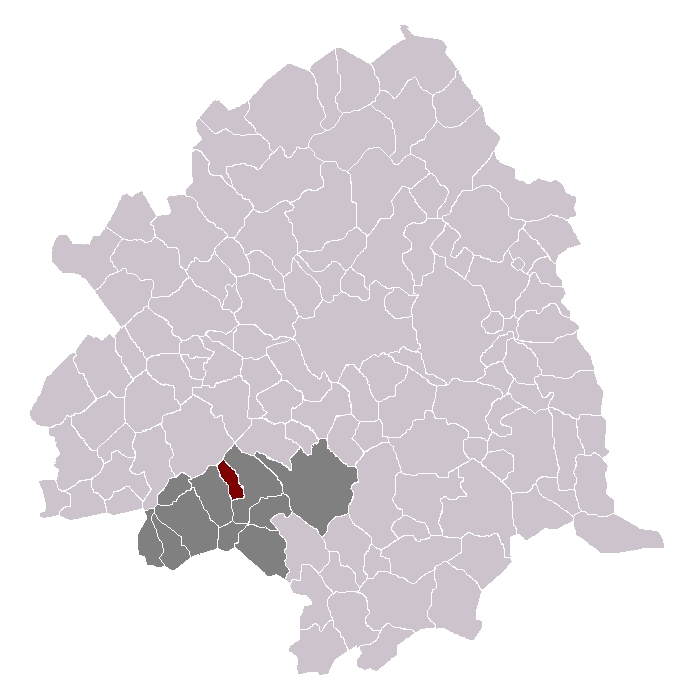
Ubicació d'Herrin dins del cantó i el districte

Herrin és un municipi francès, situat a la regió dels Alts de França, al departament del Nord. L'any 2006 tenia 418 habitants. Limita al nord amb Wavrin, a l'est amb Gondecourt, al sud amb Gondecourt i a l'oest amb Allennes-les-Marais.

## Demografia
| 1962                                       | 1968 | 1975 | 1982 | 1990 | 1999 | 2006 |
| ------------------------------------------ | ---- | ---- | ---- | ---- | ---- | ---- |
| 273                                        | 304  | 314  | 328  | 367  | 373  | 418  |
| Des de 1962: població sense dobles comptes |      |      |      |      |      |      |

## Administració
| Període | Identitat        | Partit |
| ------- | ---------------- | ------ |
| 2008-   | Marcel Procureur |        |